# 立川文都
六代目 立川 文都（たてかわ ぶんと、1960年1月31日 - 2009年10月29日）は落語家。大阪府大阪市出身。本名∶国府 秀剛。落語立川流所属。出囃子は『せり』。

## 経歴
大阪学院大学外国語学部卒業後の1984年2月、七代目立川談志に入門。関西出身なので「立川関西」と名乗る。
1988年3月、二ツ目昇進して「談坊」と改名。
1998年10月、真打昇進し「六代目立川文都」を襲名。
2009年7月、公式ブログで癌であることを公表したが、10月29日に胃癌のため死去。49歳。
11月5日に千葉県習志野市で開かれた「習志野寄席」は急きょ文都を送る会になり、初めて直弟子を失った師匠の談志もかけつけて高座を務めた。文都の代演としてトリを務めたのは兄弟子の立川志の輔。
12月14日、上野・東天紅での「お別れの会」には、談志一門だけではなく他の団体の落語家や関係者も多数参加した。

## 芸歴
- 1984年2月 - 七代目立川談志入門、前座名「関西」。
- 1988年3月 - 二ツ目昇進「談坊」と改名。
- 1998年10月 - 真打昇進、「六代目立川文都」を襲名。
- 2009年10月 - 死去。

## 演じた俳優
- 宮川大輔（ドラマ「赤めだか」、2015年）